# Обернений гамма розподіл
У теорії ймовірностей і статистиці обернений гамма-розподіл — це двопараметрічна сім’я неперервних розподілів ймовірностей на додатній дійсній півосі, що є розподілом оберненої до змінної, що має гамма-розподіл. Мабуть, найбільше обернений гамма-розподіл використовується в баєсівській статистиці, де такий розподіл виникає як граничний апостеріорний розподіл для невідомої дисперсії нормального розподілу, якщо використовується неінформативний апріор, і як аналітично виражений спряжений апріор у випадку інформативного апріорного розподілу.
Однак серед баєсівців прийнято розглядати альтернативну параметризацію нормального розподілу з точки зору точності, що визначається як зворотна величина дисперсії, що дозволяє використовувати гамма-розподіл безпосередньо як спряжений апріор. Інші баєсівці вважають за краще параметрізувати зворотний гамма-розподіл інакше, як масштабований обернений розподіл хі-квадрат.

## Характеристика

### Функція щільності
Функція щільності ймовірності оберненого гамма-розподілу визначається на носії {\displaystyle x>0}
{\displaystyle f(x;\alpha ,\beta )={\frac {\beta ^{\alpha }}{\Gamma (\alpha )}}(1/x)^{\alpha +1}\exp \left(-\beta /x\right)}
з параметром форми {\displaystyle \alpha } і параметром масштабу {\displaystyle \beta }. Тут {\displaystyle \Gamma (\cdot )} позначає гамма-функцію.
На відміну від гамма-розподілу, який містить дещо подібний експоненціальний член, {\displaystyle \beta } є параметром масштабу, оскільки функція розподілу задовольняє умову:
{\displaystyle f(x;\alpha ,\beta )={\frac {f(x/\beta ;\alpha ,1)}{\beta }}}

### Функція розподілу
Функція розподілу є регуляризованою гамма-функцією
{\displaystyle F(x;\alpha ,\beta )={\frac {\Gamma \left(\alpha ,{\frac {\beta }{x}}\right)}{\Gamma (\alpha )}}=Q\left(\alpha ,{\frac {\beta }{x}}\right)\!}
де чисельник — це верхня неповна гамма-функція, а знаменник — гамма-функція. Багато математичних пакетів дозволяють безпосередньо обчислити {\displaystyle Q}, регуляризовану гамма-функцію.

### Моменти
За умови, що {\displaystyle \alpha >n}, {\displaystyle n}-й момент оберненого гамма-розподілу задається формулою
{\displaystyle \mathrm {E} [X^{n}]={\frac {\beta ^{n}}{(\alpha -1)\cdots (\alpha -n)}}.}

### Характеристична функція
{\displaystyle K_{\alpha }(\cdot )} у виразі характеристичної функції є модифікованою функцією Бесселя 2-го роду.

## Властивості
Для {\displaystyle \alpha >0} і {\displaystyle \beta >0},
{\displaystyle \mathbb {E} [\ln(X)]=\ln(\beta )-\psi (\alpha )\,}
і
{\displaystyle \mathbb {E} [X^{-1}]={\frac {\alpha }{\beta }},\,}
Інформаційна ентропія обислюється наступним чином
{\displaystyle {\begin{aligned}\operatorname {H} (X)&=\operatorname {E} [-\ln(p(X))]\\&=\operatorname {E} \left[-\alpha \ln(\beta )+\ln(\Gamma (\alpha ))+(\alpha +1)\ln(X)+{\frac {\beta }{X}}\right]\\&=-\alpha \ln(\beta )+\ln(\Gamma (\alpha ))+(\alpha +1)\ln(\beta )-(\alpha +1)\psi (\alpha )+\alpha \\&=\alpha +\ln(\beta \Gamma (\alpha ))-(\alpha +1)\psi (\alpha ).\end{aligned}}}
де {\displaystyle \psi (\alpha )} — дигамма функція.
Розбіжність Кульбака-Лейблера оберненої-гамми ( α p, β p ) від оберненої-гамми ( α q, β q ) така сама, як і KL-розбіжність гамма ( α p, β p ) від гамма ( α q, β q ):
{\displaystyle D_{\mathrm {KL} }(\alpha _{p},\beta _{p};\alpha _{q},\beta _{q})=\mathbb {E} \left[\log {\frac {\rho (X)}{\pi (X)}}\right]=\mathbb {E} \left[\log {\frac {\rho (1/Y)}{\pi (1/Y)}}\right]=\mathbb {E} \left[\log {\frac {\rho _{G}(Y)}{\pi _{G}(Y)}}\right],}
де {\displaystyle \rho ,\pi } є щільностями обернених гамма-розподілів та {\displaystyle \rho _{G},\pi _{G}} є щільностями гамма-розподілів, {\displaystyle Y} має Гамма( α p, β p ) розподіл.
{\displaystyle {\begin{aligned}D_{\mathrm {KL} }(\alpha _{p},\beta _{p};\alpha _{q},\beta _{q})={}&(\alpha _{p}-\alpha _{q})\psi (\alpha _{p})-\log \Gamma (\alpha _{p})+\log \Gamma (\alpha _{q})+\alpha _{q}(\log \beta _{p}-\log \beta _{q})+\alpha _{p}{\frac {\beta _{q}-\beta _{p}}{\beta _{p}}}.\end{aligned}}}

## Пов'язані розподіли
- Якщо {\displaystyle X\sim {\mbox{Inv-Gamma}}(\alpha ,\beta )} тоді {\displaystyle kX\sim {\mbox{Inv-Gamma}}(\alpha ,k\beta )\,}
- Якщо {\displaystyle X\sim {\mbox{Inv-Gamma}}(\alpha ,{\tfrac {1}{2}})} тоді {\displaystyle X\sim {\mbox{Inv-}}\chi ^{2}(2\alpha )\,} (обернений хі-квадрат розподіл)
- Якщо {\displaystyle X\sim {\mbox{Inv-Gamma}}({\tfrac {\alpha }{2}},{\tfrac {1}{2}})} тоді {\displaystyle X\sim {\mbox{Scaled Inv-}}\chi ^{2}(\alpha ,{\tfrac {1}{\alpha }})\,} (масштабований обернений хі-квадрат <a href="./Обернений розподіл хі-квадрат" rel="mw:WikiLink" data-linkid="164" data-cx="{&amp;quot;adapted&amp;quot;:false,&amp;quot;sourceTitle&amp;quot;:{&amp;quot;title&amp;quot;:&amp;quot;Inverse-chi-squared distribution&amp;quot;,&amp;quot;thumbnail&amp;quot;:{&amp;quot;source&amp;quot;:&amp;quot;https://upload.wikimedia.org/wikipedia/en/thumb/5/5a/Inverse_chi_squared_density.png/62px-Inverse_chi_squared_density.png&amp;quot;,&amp;quot;width&amp;quot;:62,&amp;quot;height&amp;quot;:80},&amp;quot;description&amp;quot;:&amp;quot;Probability distribution&amp;quot;,&amp;quot;pageprops&amp;quot;:{&amp;quot;wikibase_item&amp;quot;:&amp;quot;Q3258519&amp;quot;},&amp;quot;pagelanguage&amp;quot;:&amp;quot;en&amp;quot;},&amp;quot;targetFrom&amp;quot;:&amp;quot;mt&amp;quot;}" class="cx-link" id="mwhQ" title="Обернений розподіл хі-квадрат">розподіл</a>)
- Якщо {\displaystyle X\sim {\textrm {Inv-Gamma}}({\tfrac {1}{2}},{\tfrac {c}{2}})} тоді {\displaystyle X\sim {\textrm {Levy}}(0,c)\,} (розподіл Леві)
- Якщо {\displaystyle X\sim {\textrm {Inv-Gamma}}(1,c)} тоді {\displaystyle {\tfrac {1}{X}}\sim {\textrm {Exp}}(c)\,} (експоненційний розподіл)
- Якщо {\displaystyle X\sim {\mbox{Gamma}}(\alpha ,\beta )\,} ( Гамма-розподіл з параметром темпу {\displaystyle \beta }) тоді {\displaystyle {\tfrac {1}{X}}\sim {\mbox{Inv-Gamma}}(\alpha ,\beta )\,} (Деталі див. виведення в наступному абзаці)
- Зверніть увагу, що якщо {\displaystyle X\sim {\mbox{Gamma}}(k,\theta )} (Гамма-розподіл з параметром масштабу {\displaystyle \theta }) тоді {\displaystyle 1/X\sim {\mbox{Inv-Gamma}}(k,\theta )}
- Обернений гамма-розподіл є окремим випадком розподілу Пірсона 5го типу
- Багатовимірним узагальненням оберненого гамма-розподілу є обернений розподіл Вішарта.
- Про розподіл суми незалежних обернених гамма-змінних див. Witkovsky (2001)

## Виведення з гамма-розподілу
Нехай {\displaystyle X\sim {\mbox{Gamma}}(\alpha ,\beta )}, і нагадаємо, що щільність гамма-розподілу
{\displaystyle f_{X}(x)={\frac {\beta ^{\alpha }}{\Gamma (\alpha )}}x^{\alpha -1}e^{-\beta x}}, {\displaystyle x>0} .
Враховуючи, що {\displaystyle \beta } – параметр темпу змін в гамма-розподілі.
Визначимо перетворення {\displaystyle Y=g(X)={\tfrac {1}{X}}} . Далі щільність {\displaystyle Y} записується
{\displaystyle {\begin{aligned}f_{Y}(y)&=f_{X}\left(g^{-1}(y)\right)\left|{\frac {d}{dy}}g^{-1}(y)\right|\\[6pt]&={\frac {\beta ^{\alpha }}{\Gamma (\alpha )}}\left({\frac {1}{y}}\right)^{\alpha -1}\exp \left({\frac {-\beta }{y}}\right){\frac {1}{y^{2}}}\\[6pt]&={\frac {\beta ^{\alpha }}{\Gamma (\alpha )}}\left({\frac {1}{y}}\right)^{\alpha +1}\exp \left({\frac {-\beta }{y}}\right)\\[6pt]&={\frac {\beta ^{\alpha }}{\Gamma (\alpha )}}\left(y\right)^{-\alpha -1}\exp \left({\frac {-\beta }{y}}\right)\\[6pt]\end{aligned}}}
Зауважте, що {\displaystyle \beta } – параметр масштабу для оберненого гамма-розподілу.

## Поява
- Розподіл часу відліку вінерівського процесу [3]